# Nová Véska (Norberčany)

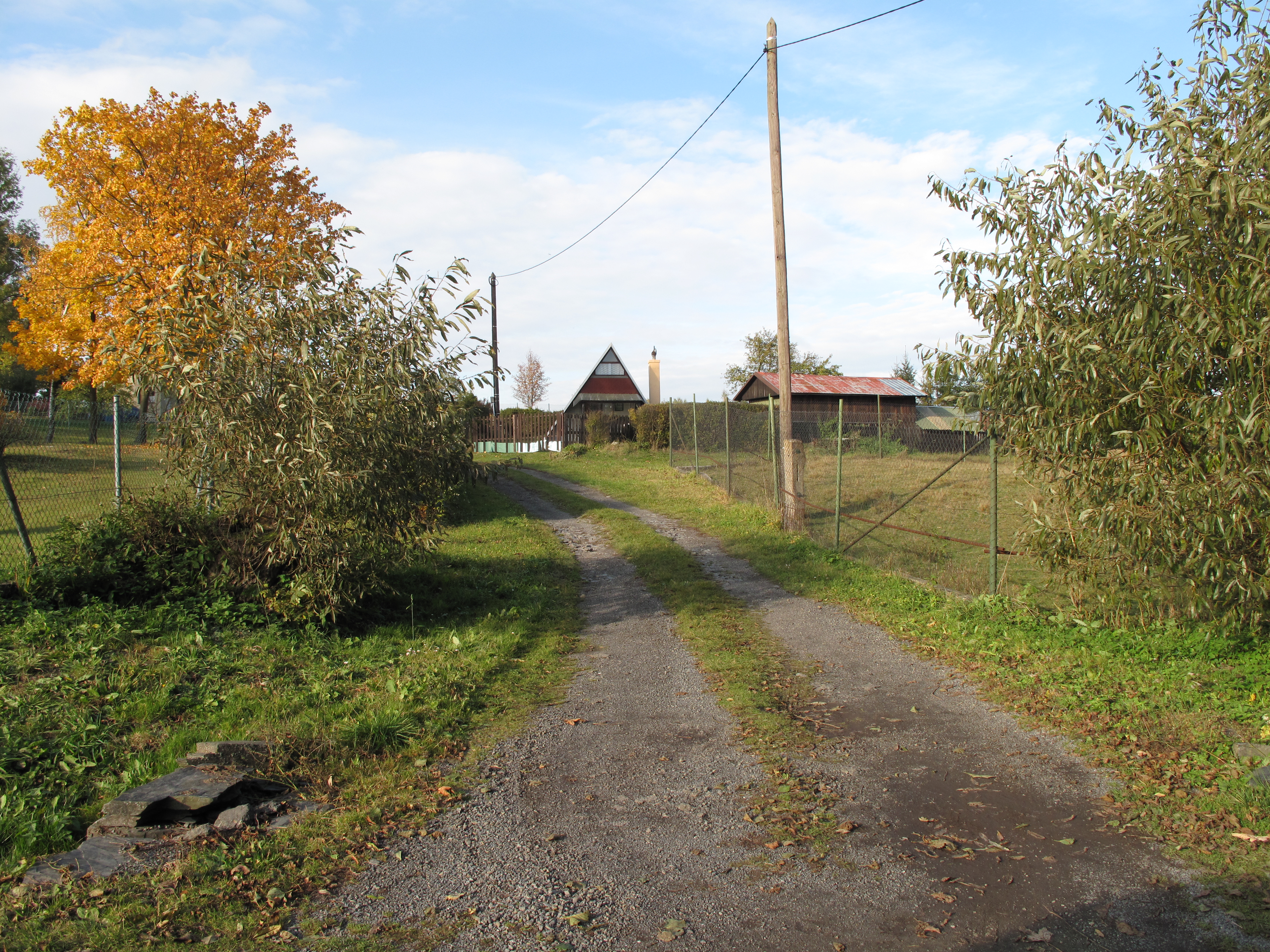
Ortsansicht von Nová Véska

Nová Véska (deutsch Neudörfel) ist ein Gemeindeteil von Norberčany (deutsch Nürnberg) im Bezirk Olmütz in Tschechien. Das Dorf liegt circa eineinhalb Kilometer nordwestlich von Norberčany an der Landstraße 4402.

## Geschichte
Bei der Ersterwähnung im Jahr 1397 wurde Nová Véska (Nová Ves) als Beiwerk zur Burg Šternberk erwähnt die Markvart von Sternberg als Mitgift von Anna, Prinzessin von Opava und Ratiboř erhielt. Im Jahr 1480 wurde Nová Véska ein Lehen der Burg Medlice das Ludmila von Kravaře aus der Herrschaft Šternberk als Mitgift an ihren Ehemann Jan Berk von Dubé einbrachte. Nová Véska blieb bis zum Jahr 1565 im Besitz der Berks und wurde an die Herzöge von Münsterberg verkauft. Im Jahr 1568 schenkte Karl von Münsterberg das Gut mit 16 Siedlern der Stadt Moravský Beroun als Lehen.
Seit dem Jahr 1692 gehörte das landwirtschaftliche Gut zur Herrschaft Karlsberg.
Nach dem Münchner Abkommen im September 1938 wurde Neudörfel dem Deutschen Reich zugeschlagen und gehörte bis 1945 zum Landkreis Bärn. Die deutschen Bewohner wurden 1945 enteignet und größtenteils vertrieben.

## Verwaltung
Seit dem Jahr 1960 ist die Siedlung Nová Véska ein Ortsteil der Gemeinde Norberčany im Bezirk Bruntál und seit dem Jahr 2004 im Bezirk Olmütz.

## Einwohnerentwicklung
Im Jahr 1834 bestand Nová Véska aus 27 Häusern mit insgesamt 127 deutschen Einwohnern. Für das Jahr 1854 wurden 166 deutsche Einwohner aufgezeichnet und im Jahr 1900 wiederum 166 deutsche Einwohner mit 25 Häusern. Nach dem Ende des Zweiten Weltkrieges mit der Vertreibung der deutschen Einwohner und der Zerstörungen durch den Krieg kam es im Jahr 1950 zu einem Rückgang des Gebäudebestandes auf 20 Häuser und die Einwohnerzahl verringerte sich auf 92 Einwohner.

## Kultur und Sehenswürdigkeiten

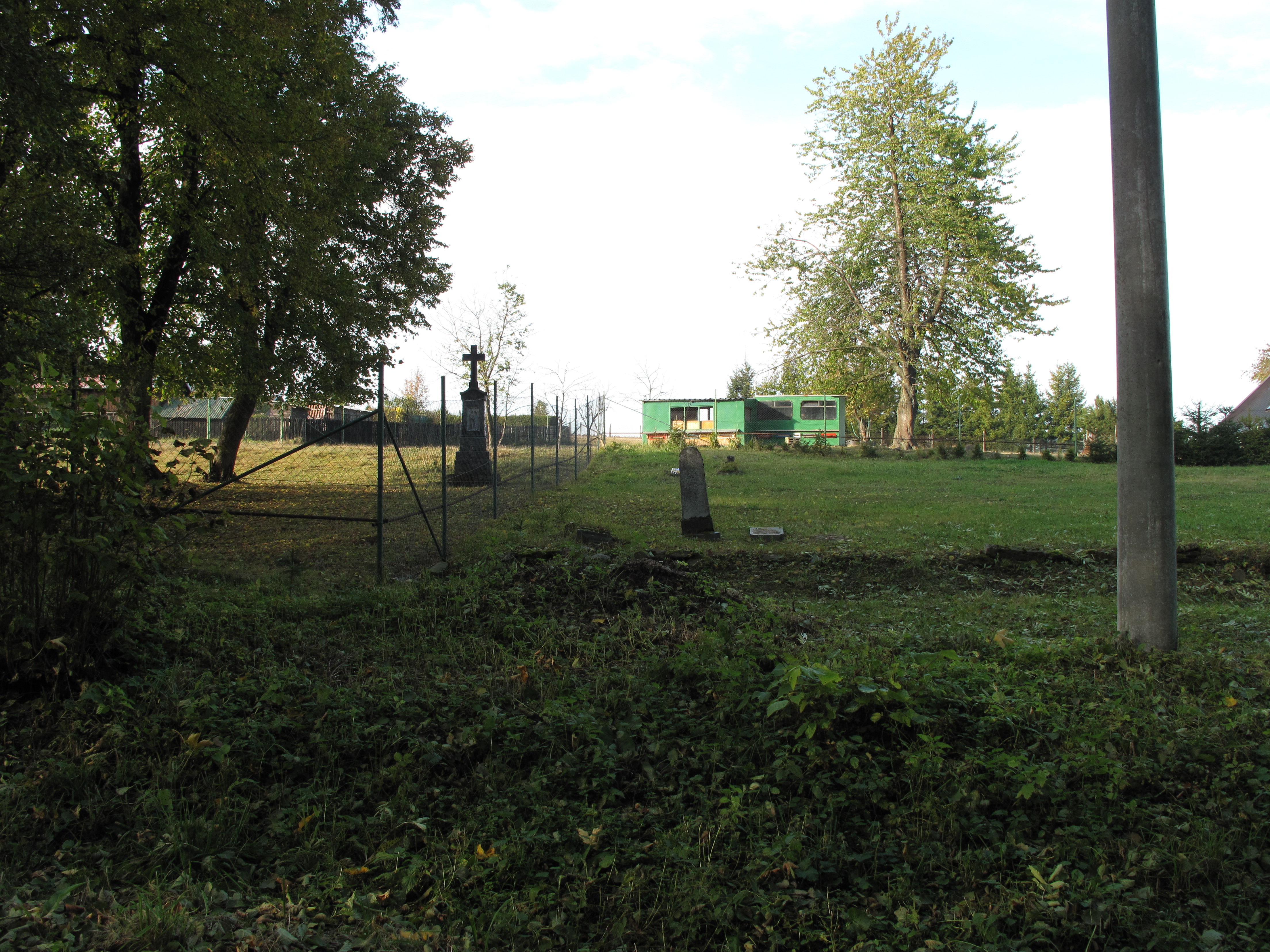
Denkmal „Schwarzes Kreuz“

### Bauwerke
- Ehemalige Kapelle

In Nová Véska bestand bis zum Jahr 2003 eine Ruine einer katholischen Kapelle (tschechisch Kaple Panny Marie Pomocné) die eingeebnet wurde. Im Jahr 1800 wurde eine Kapelle mit einem Altar und zwei Glocken bei Nová Véska erwähnt. Eine der beiden Glocken wurde im Jahr 1589 gegossen und in die Kapelle integriert. Auf einer Karte aus dem Jahr 1834 wurde die Kapelle ausgewiesen die zum damaligen Dorf Norberčany gehörte. Nach dem Ende des Ersten Weltkrieges wurde für die gefallenen Soldaten im Jahr 1920 ein Glockenturm an die Kapelle angebaut und die Gemeinde Norberčany verzichtete auf ein Gefallenendenkmal.
Der Abriss der seitdem Jahr 1990 durch weitere Beschädigungen stark zerstörten Kapelle wurde durch einen Beschluss des Gemeinderates von Norberčany unter der Leitung von Bürgermeisterin Marie Vališová genehmigt. Der Abriss wurde im Sommer 2003 durchgeführt, nachdem es bereits im Jahr 1989 Vorbereitungen zum Abriss gab die nicht vollendet wurden.
- Denkmal „Schwarzes Kreuz“

Beim Überfall bei Domstadtl bezwangen die beiden Generäle Gideon Ernst von Laudon und Žiškovič  bei Nová Véska und Domašov nad Bystřicí im Jahr 1758 eine preußische Nachschubkolonne für die Truppen die Olomouc belagerten. Am 100. Jahrestag der Schlacht wurde zur Erinnerung an dieses Ereignis das als „Schwarzes Kreuz“ bekannte Denkmal errichtet.

## Wirtschaft und Infrastruktur
Nová Véska war in der Vergangenheit ein landwirtschaftliches Dorf mit einer Wasser- und Zuchtgenossenschaft.

### Bildung
Im Jahr 1853 wurde eine ehemalige Volksschule in Nová Véska eingeweiht.

### Verkehr
Durch das Dorf führt die Landstraße 4402 die den Anschluss in südöstlicher Richtung nach Norberčany und in nordwestlicher Richtung nach Moravský Beroun herstellt.